# جزیره دل سریتو

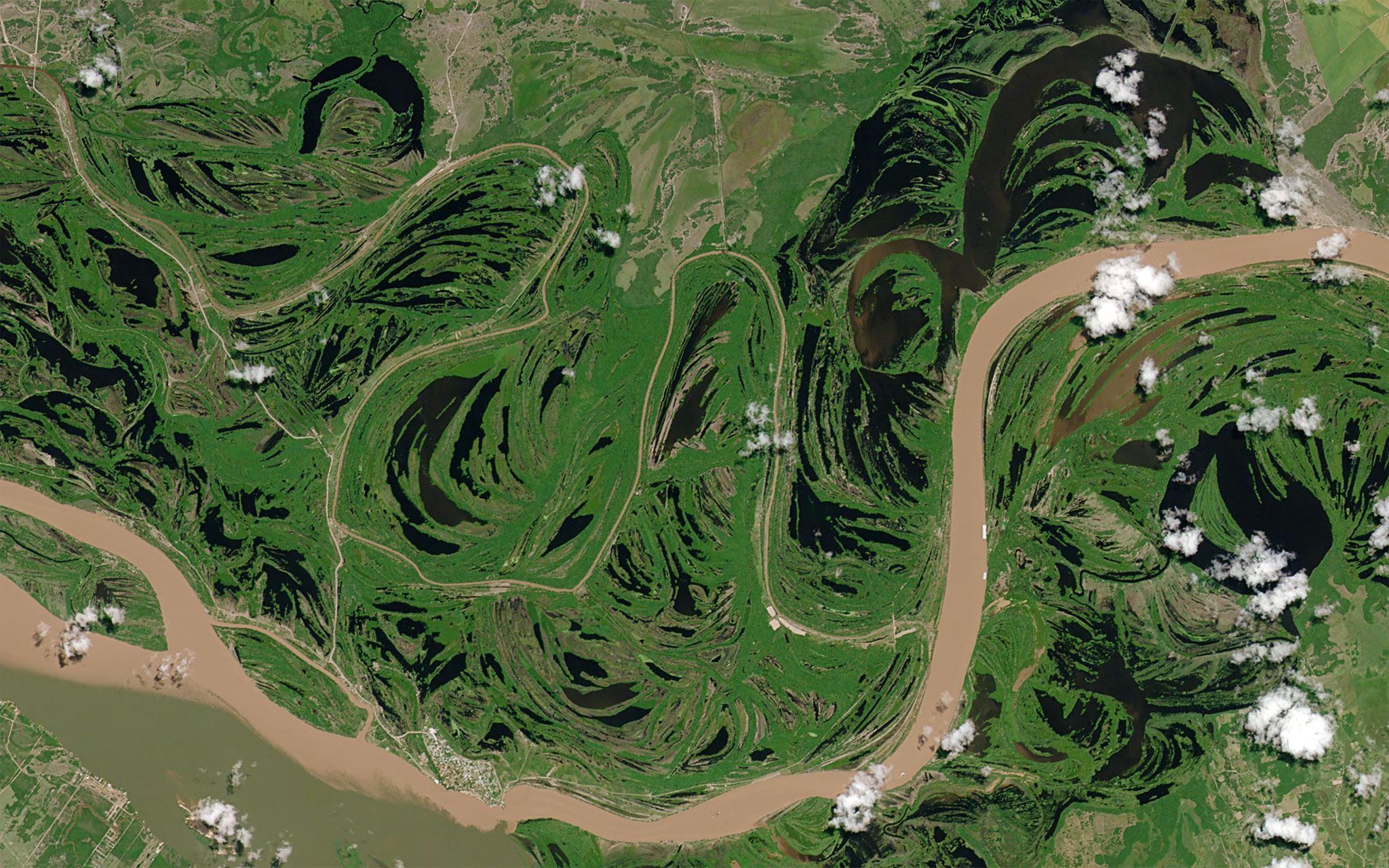

جزیره دل سریتو جزیره ای رودخانه ای است که در محل تلاقی رود پاراگوئه با رود پارانا قرار دارد. این جزیره جزء بخش برمخو (چاکو)، در منتهی الیه شرق استان چاکو کشور آرژانتین است. این جزیره نام خود را از تپه کوچکی که بین ۱۵ تا ۲۰ متر بالاتر از سطح رودخانه قرار دارد گرفته‌است. افرادی بصورت پراکنده در نقاط مختلف جزیره سکونت دارند، اما اکثریت قریب به اتفاق افراد در تنها مرکز شهری جزیره متمرکز شده‌اند.